# 왼손잡이

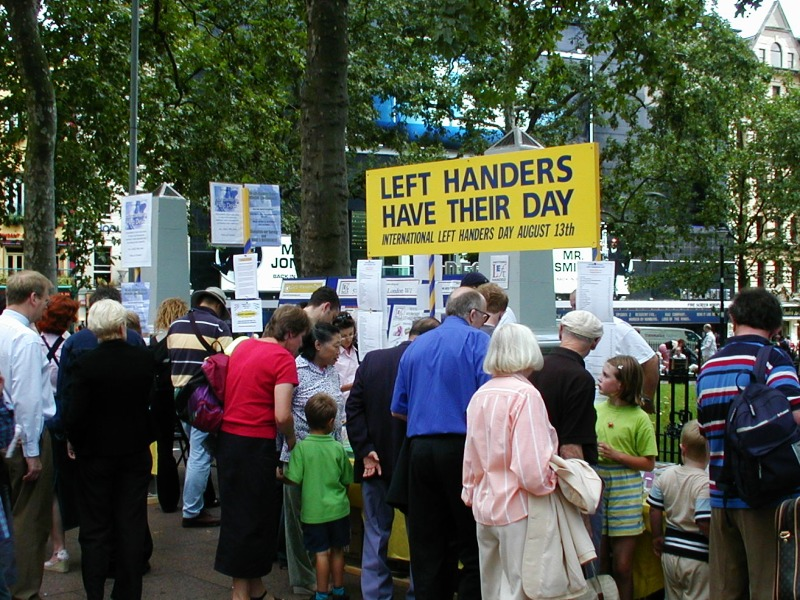
국제 왼손잡이의 날. 2002년 8월 13일

왼손잡이(left-hander)는 오른손보다 왼손을 더 많이 쓰는 사람이다. 글씨 쓰는 손을 기준으로, 왼손으로 글씨를 쓰는 사람을 왼손잡이로 규정하지만, 왼손잡이가 모든 일을 왼손으로 다 처리하는 것은 아니며, 양손잡이도 적지 않다.

## 통계
1998년의 연구에 따르면 성인 전체의 7~10 퍼센트 가량이 왼손잡이라고 한다. 연구들에 따르면 왼손잡이는 여자보다 남자에 더 많다고 한다. 다른 일반인들에 비해, 일란성 쌍둥이의 왼손잡이 분포가 더 많다고 한다. 그리고 뇌전증, 다운 증후군, 자폐증, 지적 장애가 있는 사람들 중에서도 왼손잡이가 많다.
통계적으로 일란성 쌍둥이의 76퍼센트에 왼손잡이가 많은데, 그 이유에 대해 유전적, 환경적인 설들이 있다.

## 왼손잡이를 결정하는 요인
인간의 우세손에 영향을 미치는 요소로는 유전적 요인, 환경적 요인, 사회-문화적 요인이 거론된다. 왼손잡이 형질의 유전률은 대략 23%로 계산된다. 이는 유전적 요인이 전체 인구 집단에서 왼손잡이 형질의 변동성을 23% 정도 설명함을 의미한다. 지능의 유전율이 50% 이상, 키의 유전율이 90%에 달한다는 점으로 미루어 보아 왼손잡이의 결정에 유전적 요인이 미치는 영향이 크다고 보기는 어렵다. 나머지 80%에 달하는 변동성은 후천적인 요인, 즉 환경적 요인이나 사회-문화적 요인으로 설명된다. 현대 대부분의 이론은 우세손이 결정되는 데 유전적, 환경적, 사회-문화적 요인이 복합적으로 작용함을 인정한다.  
왼손잡이 부모로부터 왼손잡이 아이가 태어날 확률이 더 높다는 것, 또 입양 가정과 입양아의 왼손잡이 비율이 순전히 우연적이라는 입양아 연구 등은 유전적 요인이 왼손잡이 결정에 영향을 미침을 보인다. 최근에는 왼손잡이와 관련이 있는 것으로 추정되는 유전자 부위들이 몇 군데 확인되기도 하였다. 그러나 높지 않은 왼손잡이 유전율이 시사하듯 확인된 유전자 부위와 왼손잡이 결정 사이의 통계적 상관관계는 미미하다. 더구나 20% 정도의 일란성 쌍둥이 쌍은 서로 다른 우세손을 보이는 현상 등은 왼손잡이가 오직 유전적 요인에 의해 결정되는 것은 아님을 보여준다. 또한 두 명이 모두 왼손잡이인 부모로부터 왼손잡이 아이가 태어나는 비율은 25% 정도로 전체 인구 중 왼손잡이 비율인 7~8%에 비해 높지만, 그럼에도 75%에 가까운 아이들이 오른손잡이로 태어난다는 사실은 적어도 왼손잡이가 환경적, 사회-문화적 요인에 많은 영향을 받는 형질임을 시사한다. 
유전적 요인이 왼손잡이 형질의 변동성을 25% 정도 설명한다면, 나머지 75%의 변동성은 비유전적 요인에 의해 설명된다. 여기에는 사회-문화적인 요인뿐만 아니라 (문화권마다 매우 상이한 왼손잡이의 비율과 나이에 반비례하는 왼손잡이 비율은 사회-문화적 요인이 왼손잡이를 결정하는데 중요한 역할을 함을 시사한다.) 배아의 발달 과정에서 비대칭적 요소를 야기할 수 있는 태아의 위치, 영양 상태, 혹은 우연적 요소의 개입도 있을 수 있으며, 후생유전학적 요인도 포함된다. 이외에도 성별 (남자가 여자에 비해 왼손잡이일 확률이 높다), 태어나는 순서 (첫째가 왼손잡이일 확률이 낮다), 출산 시 체중 (저체중 출산아가 왼손잡이일 확률이 높다), 수유 환경 (모유 수유를 일찍 뗀 아이일수록 왼손잡이일 확률이 높다) 등 다양한 요소들도 왼손잡이 결정에 영향을 미치는 것으로 보고된 바 있다.

### 유전적 요인
왼손잡이가 된다는 것은 뇌의 비대칭성에 기인한 것으로 뇌의 우측반구가 우성일 때 왼손잡이가 될 확률이 높다고 주장하는 이론이 있다. 왼손잡이 결정에 유전적 요인이 미치는 영향에 대한 다음 세 가지 학설이 있다.
1. 오른손잡이가 되게 하는 우성유전자 R과 오른손잡이가 될 수 없게 하는 열성유전자 r이 있다고 가정할 때, 열성유전으로 왼손잡이가 된다. R유전자를 한개라도 보유한 사람(RR,Rr,rR 유형의 사람)은 오른손잡이가 되나, rr의 열성유전자만 보유한 사람은 50% 정도가 오른손잡이, 나머지는 왼손잡이가 된다. 그리고 rr유전자를 가지고 있는 사람은 머리 가마가 반시계 방향으로 회전한다. 또한, rr유전자를 갖고있는 왼손잡이의 일부는 뇌의 우측반구에서도 언어기능을 담당한다.[14]
2. 오른손잡이를 결정하는 D유전자와 좌우를 선택하는데 아무런 역할을 하지 못하는 C유전자가 있다. 따라서 부모로부터 각각 D유전자를 받을 경우, DD형은 오른손잡이가 되는 반면 각각 C유전자를 받은 CC형은 오른손잡이나 왼손잡이가 될 확률이 반반이다. 부모로부터 D와 C를 받은 DC형은 오른손잡이가 될 확률이 75%, 왼손잡이가 될 확률이 25%가 된다. 맥마누스 교수는 D유전자와 C유전자가 8:2라고 계산하였다.[15]
3. 조현증과 같은 정신병을 일으킬 수도 있는 LRRTM1이라는 유전자가 있는데, 그 유전자는 왼손잡이가 되는 것과 관련 있는 유전자이며, 조현증과 같은 정신병의 발현이 모계에서 억제되어, 그 유전자를 가진 사람은 왼손잡이가 된다. 논문의 저자는 LRRTM1의 유전자가 조현증과 관계가 있긴 하지만, 대부분 모계에서 증상의 발현이 억제되므로, 왼손잡이가 조현증에 대해서 염려할 필요는 없다고 했다.[16]

1의 RR 또는 2의 DD 유전자 보유자는 가르마가 시계방향으로 회전하며 90%이상이 오른손잡이이다. 1의 rr 또는 2의 CD, DC, CC 유전자 보유자는 가르마가 반시계방향으로 회전하며 50% 정도가 왼손잡이이다. 반시계방향으로 가르마가 회전하는 사람들 중에 동성연애자가 많다는 주장이 난무하는데, 그것은 속설일 뿐이다. 가르마의 회전방향은 유전자를 기반으로 배아상태에서 형성된다. 가르마가 여러개일 경우에는 큰 가르마가 먼저 만들어졌을 수도 있으므로 그 가르마를 우선으로 본다. 반시계방향의 가마회전은 왼손잡이 유전자의 표식이다.
위의 유전법칙으로 봤을 때는 왼손잡이가 유전된 일란성쌍둥이는 손잡이가 같아야 한다. 그러나 어떤 쌍들은 서로 손잡이가 다른데, 그 이유는 rr 유전자를 갖고 있거나 C유전자가 있으면 왼손잡이가 될 확률이 50% 정도기 때문이거나, 배아상태에서 가마가 형성될 때 복사된 거울형 쌍둥이의 원인들이 변수로 작용하기 때문이다.
왼손잡이가되는 유전적인 학설과 더불어 베니싱트윈(쌍둥이 소실, Vanishing twin)학설도 있다. 엄마의 자궁속안에서 배아상태에서 복사되거나 동시에 만들어진 대칭형 이미지의 오른손잡이 1명과 왼손잡이 1명의 쌍둥이가 존재할 수도 있는데, 임신초기에, 그중의 오른손잡이가 같이 있던 왼손잡이 쌍둥이나 어머니에게 흡수된다는 이론이다. 이 이론에 따르면, 왼손잡이는 베니싱트윈의 생존자일수도 있다고 한다

### 왼손잡이와 환경
왼손잡이가 되는 것이 유전자가 관여한다는 사실을 부인하는 학자들은 임신했을 때와 출산할 때의 산모와 아기가 받는 스트레스로 인하여 왼손잡이가 된다는 가설을 내세웠다. 왼손잡이의 유전설에 동의하는 학자들도, 출산스트레스 증후군을 왼손잡이가 될 수도 있는 요인으로 꼽았다. 출산스트레스증후군은 임신기간이나 출산시, 또는 둘다의 경우에 어머니에게서 남성호르몬인 테스토스테론이 비정상적으로 많이 분비되는 증상이다. 어머니의 영양상태 결핍이나 외부 환경으로부터 받는 스트레스가 남성호르몬 수치를 높인다고 한다.

## 왼손잡이의 면면

### 왼손잡이와 알코올중독
왼손잡이는 알코올중독에 걸릴 확률이 오른손잡이에 비해 약간 더 높다고 한다. 과거나 현재에 많은 문화권에서는 왼손잡이를 오른손잡이로 교정하려는 시도가 빈번히 있어왔고, 그러한 강요로 인해, 왼손잡이는 소심하고, 자기표현력이 부족하고, 실수하는 것을 두려워하는 내성적인 성격인 사람이 있다. 알코올과 같은 중독성 물질이 체내에 들어오면, 왼손잡이는 우뇌가 우성이기 때문에 그것에 우뇌가 반응하는데, 뇌의 우측반구는 중독성물질에대한 저항력이 낮기 때문에, 왼손잡이가 알코올중독에 걸릴 확률이 오른손잡이보다 조금 더 높다.

### 왼손잡이의 적응
사회 구성원의 대다수가 오른손잡이인 만큼 생활의 다양한 면면은 전부 오른손 위주로 되어 있다. 소수자인 왼손잡이는 오른손잡이 위주의 환경에서 이질감을 느끼기 쉽다. 필기하는 방향, 교통수단의 이용, 예절, 도구 등은 전부 오른손잡이를 기준으로 정해져 있다. 이런 환경 속 왼손잡이는 단지 보기에 좋지 못할 뿐 아니라 실질적인 불편함과 단점을 안고 살아간다. 이를 극복하기 위해 왼손잡이 역시 오른손을 사용하는 법을 익히는 경우가 많다. 많은 왼손잡이는 후천적인 연습을 통해 오른손잡이로 습관을 들여, 왼손을 쓰는 습관을 교정하고는 한다. 
왼손잡이는 오래토록 종교적, 사회적 통념에서 차별을 당해왔고, 터부시되어 왔다. 이는 왼손을 쓰는 것이 필기의 방향, 도구의 사용, 악수하는 손 등 공동체의 구성원이 정한 약속을 어기는 것으로 비치기 때문이다.  왼손잡이는 오른손잡이 위주의 사회의 부적응으로 인하여, 오른손잡이보다 수명이 짧아질 수도 있다. 그리고, 소환경과 유전의 복합 작용으로 인하여, 난독증이나 주의력결핍과잉행동장애와 같은 학습장애를 겪을 수도 있으며, 천식이나 당뇨병같은 면역체계나 자가면역 질환을 앓을 수도 있고, 알코올 중독자가 되기도 하며, 불안하고 반사회적일 수도 있다. 그러나, 어떤 왼손잡이는 다양한 분야나 특정분야에 천재성이 발휘된다.

## 왼손잡이의 별명 사우스포

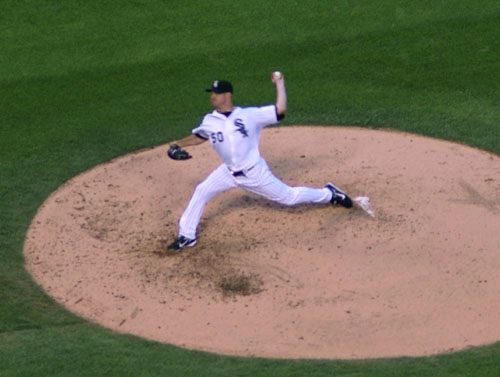
투수 존 댕스(John Danks)가 왼손으로 투구하고 있다.

사우스포(Southpaw)는 미국의 야구경기에서 유래한 단어이다. South는 남쪽, Paw는 짐승의 앞발을 지칭하여 사람의 손을 비하하는 말이다. 20세기 이전에는 조명이 발달하지 않아서 야구경기는 낮에만 이루어졌다. 태양은 남쪽으로 치우쳐 동쪽에서 서쪽으로 움직이므로, 오후가 되면, 포수가 있는 홈플레이트가 서쪽에 있으면, 서쪽 관중들은 경기를 더 잘볼 수 있게 되고, 타자는 투수가 던지는 공을 더 잘 볼 수 있게 되었기 때문에, 야구경기의 원활한 진행과 경기관전의 편의를 위해서 야구장 배치가 이루어졌다. 그 때에 투수는 서쪽을 보고 서 있으며 공과 공을 잡은 손은 투수를 중심으로 남쪽에 위치하게 된다. 그래서 남쪽손을 지징하는 사우스포라는 말이 생겨났다. 1880년대의 미국 시카고의 스포츠 기자 찰리 시모어가 왼손잡이 투수를 사우스포라고 쓰기 시작했으며, 1885년 미국 '스포팅라이프' 잡지에 맨처음 등장했고, 1891년 시카고 헤럴드지의 찰스 세이무어 기자가 사우스포라는 단어를 사용하면서 일반에 널리 알려졌다. 남부미국에서 온 투수들이 왼손잡이가 많아서라는 설도 있는데, 남쪽손의 사우스포라는 설이 유력하다. 그 뒤로 왼손잡이들에게는 사우스포라는 별명이 생겼다.
현재는 야구에서 뿐만 아니라 다른 분야에서도 왼손잡이와 왼손잡이의 행태가 있는 사람을 사우스포라고 부르기도 한다.

## 문화
오른손잡이가 절대다수이기 때문에 많은 물건들이 오른손잡이를 위해 고안되었다. 소총 등은 왼손잡이가 쓰기에 아주 불편하다. 가위 등은 요즘은 대칭형으로 나오고,
왼손잡이지만 오른손으로 가위질을 하는 경우도 있다.
양손으로 다 하는 사람도. 수도꼭지나 문 손잡이를 여는 것도 모든 사람들이 다 할 수 있는 일이다. 그리고 왼손잡이도
살아가면서 오른손을 쓰기 때문에 대부분 오른손도 꽤 쓰는 경우다. 간혹 지하철 카드 찍을 때 아무 생각 없이 찍다가
왼손으로 들고 찍어서 찍긴 찍었는데 잘못 들어가는 경우도 있다.
책상이 좁으면 부딪힐 가능성이 있다. 잘 마르지 않는 펜, 젤리롤 등은 마르는데 시간이 필요해서 필기할 때 좋지 않다. 노트를 쓸 때 오른쪽 페이지에 글씨를 쓰기 어렵다.
펄이 들어간 펜을 쓰면 손이 펄 덕분에 손바닥과 종이가
닿는 면 그리고 종이가 함께 반짝거리는
경험을 할 수 있다. 연필도 오래 쓰면 묻는다.
이 점을 까먹고 필기를 하거나 그림을 그리면 번져서
처음부터 다시 해야 하는 일도 있다.
대부분의 머그컵도 오른손잡이가 잡았을 때, 그림이 바깥쪽으로 보이도록 되어 있다. 그렇다고 왼손잡이가 마냥 좋지 않은 것은 아니다. 왼손잡이여서 좋은 것도
찾아보면 꽤 있다. 지금은 왼손잡이용 물건을 파는 왼손잡이 샵이 있다. 미국에서는 왼손잡이 학생을 위해 수십여 가지의 왼손잡이 용품을 제공해 준다. 악기도 왼손잡이를 위해 나오고 있지만 수요가 작고 다양하지 않다. 바이올린 같은 경우 오케스트라에서 왼손잡이는 함께할 수 없으며 대부분 어릴 때 시작하거나, 가르치는 사람, 오케스트라 등에 이유로 배우게 된다. 하지만 오른손잡이와 마주 보며 앉을 경우 거울처럼 보게 되어 배우기 쉬우며 오케스트라의 경우 어색하지만 짝수 2명이 바깥쪽을 보며 연주할 경우 멋있게 보인다.

## 같이 보기
- 오른손잡이
- 양손잡이
- 딴손잡이